# Dominik Fótyik
Dominik Fótyik (sinh 16 tháng 9 năm 1990) là một hậu vệ bóng đá Slovakia hiện tại thi đấu cho đội bóng Hungary Mezőkövesdi SE.

## Sự nghiệp
Anh bắt đầu sự nghiệp với vị trí trung vệ hoặc hậu vệ trái, sau đó là tiền đạo và hiện tại là trung vệ.

### MFK Zemplín Michalovce
Vào tháng 7 năm 2011, anh gia nhập câu lạc bộ Slovakia MFK Zemplín Michalovce on a one-year loan từ MŠK Žilina. Anh ra mắt cho MFK Zemplín Michalovce trước FK LAFC Lučenec ngày 23 tháng 7 năm 2011.

## Thống kê câu lạc bộ
| Câu lạc bộ          | Mùa giải | Giải vô địch | Giải vô địch | Cúp  | Cúp | Cúp Liên đoàn | Cúp Liên đoàn | Châu Âu | Châu Âu | Tổng | Tổng |
| Câu lạc bộ          | Mùa giải | Trận         | Bàn          | Trận | Bàn | Trận          | Bàn           | Trận    | Bàn     | Trận | Bàn  |
| ------------------- | -------- | ------------ | ------------ | ---- | --- | ------------- | ------------- | ------- | ------- | ---- | ---- |
| Žilina              |          |              |              |      |     |               |               |         |         |      |      |
| 2009–10             | 3        | 0            | 0            | 0    | –   | –             | 0             | 0       | 3       | 0    |      |
| 2010–11             | 12       | 1            | 4            | 0    | –   | –             | 2             | 0       | 18      | 1    |      |
| Tổng                | 15       | 1            | 4            | 0    | 0   | 0             | 2             | 0       | 21      | 1    |      |
| Michalovce          |          |              |              |      |     |               |               |         |         |      |      |
| 2011–12             | 9        | 1            | 0            | 0    | –   | –             | –             | –       | 9       | 1    |      |
| Tổng                | 9        | 1            | 0            | 0    | 0   | 0             | 0             | 0       | 9       | 1    |      |
| Liptovský Mikuláš   |          |              |              |      |     |               |               |         |         |      |      |
| 2011–12             | 12       | 2            | 0            | 0    | –   | –             | –             | –       | 12      | 2    |      |
| Tổng                | 12       | 2            | 0            | 0    | 0   | 0             | 0             | 0       | 12      | 2    |      |
| Kazincbarcika       |          |              |              |      |     |               |               |         |         |      |      |
| 2012–13             | 28       | 3            | 2            | 0    | –   | –             | –             | –       | 30      | 3    |      |
| Tổng                | 28       | 3            | 2            | 0    | 0   | 0             | 0             | 0       | 30      | 3    |      |
| Kecskemét           |          |              |              |      |     |               |               |         |         |      |      |
| 2014–15             | 15       | 0            | 1            | 0    | 4   | 0             | –             | –       | 20      | 0    |      |
| Tổng                | 15       | 0            | 1            | 0    | 4   | 0             | 0             | 0       | 20      | 0    |      |
| Mezőkövesd          |          |              |              |      |     |               |               |         |         |      |      |
| 2013–14             | 20       | 0            | 2            | 0    | 5   | 2             | –             | –       | 27      | 2    |      |
| 2015–16             | 28       | 3            | 1            | 0    | –   | –             | –             | –       | 29      | 3    |      |
| 2016–17             | 11       | 0            | 2            | 0    | –   | –             | –             | –       | 13      | 0    |      |
| 2017–18             | 5        | 1            | 2            | 0    | –   | –             | –             | –       | 7       | 1    |      |
| Tổng                | 64       | 4            | 7            | 0    | 5   | 2             | 0             | 0       | 76      | 6    |      |
| Tổng cộng sự nghiệp |          | 143          | 11           | 14   | 0   | 9             | 2             | 2       | 0       | 168  | 13   |

Cập nhật theo các trận đấu đã diễn ra tính đến ngày 9 tháng 12 năm 2017.